# Dinar kuwejcki
Dinar kuwejcki – jednostka walutowa Kuwejtu wprowadzona do obiegu w 1961 roku. W praktyce używana w obrocie głównie na terenie samego Kuwejtu. 1 dinar = 1000 filsów.

## Monety

### Monety występujące w nominałach
- 1 fils
- 5 filsów
- 10 filsów
- 20 filsów
- 50 filsów
- 100 filsów

## Banknoty obiegowe

### Seria pierwsza
Pierwsza seria została wydana po ogłoszeniu kuwejckiej ustawy walutowej w 1960 r., która ustanowiła Radę Walutową Kuwejtu. Seria ta była w obiegu od 1 kwietnia 1961 do 1 lutego 1982 i składała się z nominałów 1⁄4, 1⁄2, 1, 5 i 10 dinarów.

### Seria druga
Po utworzeniu Centralnego Banku Kuwejtu w 1969 r. W miejsce Kuwejckiej Rady Walutowej, od 17 listopada 1970 r. Wyemitowano nowe banknoty 1⁄4, 1⁄2 i 10 dinarów, a następnie nowe banknoty 1 i 5 dinarów drugiej serii w dniu 20 kwietnia 1971 r. Druga seria została wycofana 1 lutego 1982 roku.

### Seria trzecia
Trzecia seria została wyemitowana 20 lutego 1980 r. przed wstąpienia na tron zmarłego władcy Jabera al-Ahmada al-Jabera al-Sabah, liczyła pięć nominałów; 1⁄4, 1⁄2, 1, 5 i 10 dinarów. Banknot 20 dinarów został wprowadzony później, 9 lutego 1986 r. W wyniku stanu wyjątkowego po inwazji na Kuwejt przez Irak, seria ta została wycofana dnia 30 września 1991 r. Znaczne ilości tych banknotów zostały skradzione przez siły irackie oraz niektóre pojawił się na międzynarodowym rynku  'numizmatycznym.

### Seria czwarta
Po wyzwoleniu Kuwejtu, czwarta seria została wydana 24 marca 1991 r. w celu jak najszybszego zastąpienia poprzedniej wycofanej serii i zagwarantowania szybkiego ożywienia gospodarczego kraju. Czwarta seria była prawnym środkiem płatniczym do 16 lutego 1995 r. Nominały banknotów w tej serii to; 1⁄4, 1⁄2, 1, 5, 10 i 20 dinarów.

### Seria piąta
Piąta seria banknotów kuwejckich była w obiegu od 3 kwietnia 1994 r. Obejmowała zaawansowane technicznie środki bezpieczeństwa, które teraz stały się standardem dla banknotów. Seria została wycofana 1 października 2015 r. Nominały były takie same jak w czwartej serii.

### Seria szósta
Bank Centralny Kuwejtu wprowadził do obiegu szóstą serię banknotów w dniu 29 czerwca 2014 r.
| Nominał banknotu | Wizerunek przódu banknotu | Wizerunek tyłu banknotu | Wartość w filsach | Wymiary     |
| ---------------- | ------------------------- | ----------------------- | ----------------- | ----------- |
| 1/4 dinara       |                           |                         | 250               | 110 x 68 mm |
| 1/2 dinara       |                           |                         | 500               | 120 x 68 mm |
| 1 dinar          |                           |                         | 1000              | 130 x 68 mm |
| 5 dinarów        |                           |                         | 5000              | 140 x 68 mm |
| 10 dinarów       |                           |                         | 10,000            | 150 x 68 mm |
| 20 dinarów       |                           |                         | 20,000            | 160 x 68 mm |